# Titschendorf
Titschendorf ist ein Ortsteil der Stadt Wurzbach im Saale-Orla-Kreis in Thüringen.

## Geografie
Titschendorf befindet sich im südlichsten Zipfel des Freistaates Thüringen. Nordhalben ist der westlich gegenüberliegende bayerische Nachbar. Die Höhenlage beträgt im Mittel 668 m über NN. Die Landesstraße 1095 erfasst verkehrsmäßig den Raum um Titschendorf. Titschendorf mit seinen Ortsteilen Heinrichshöhe und Rodacherbrunn liegt auf einer Hochfläche des auslaufenden Thüringer Schiefergebirges mit 980 Hektar Grünland.

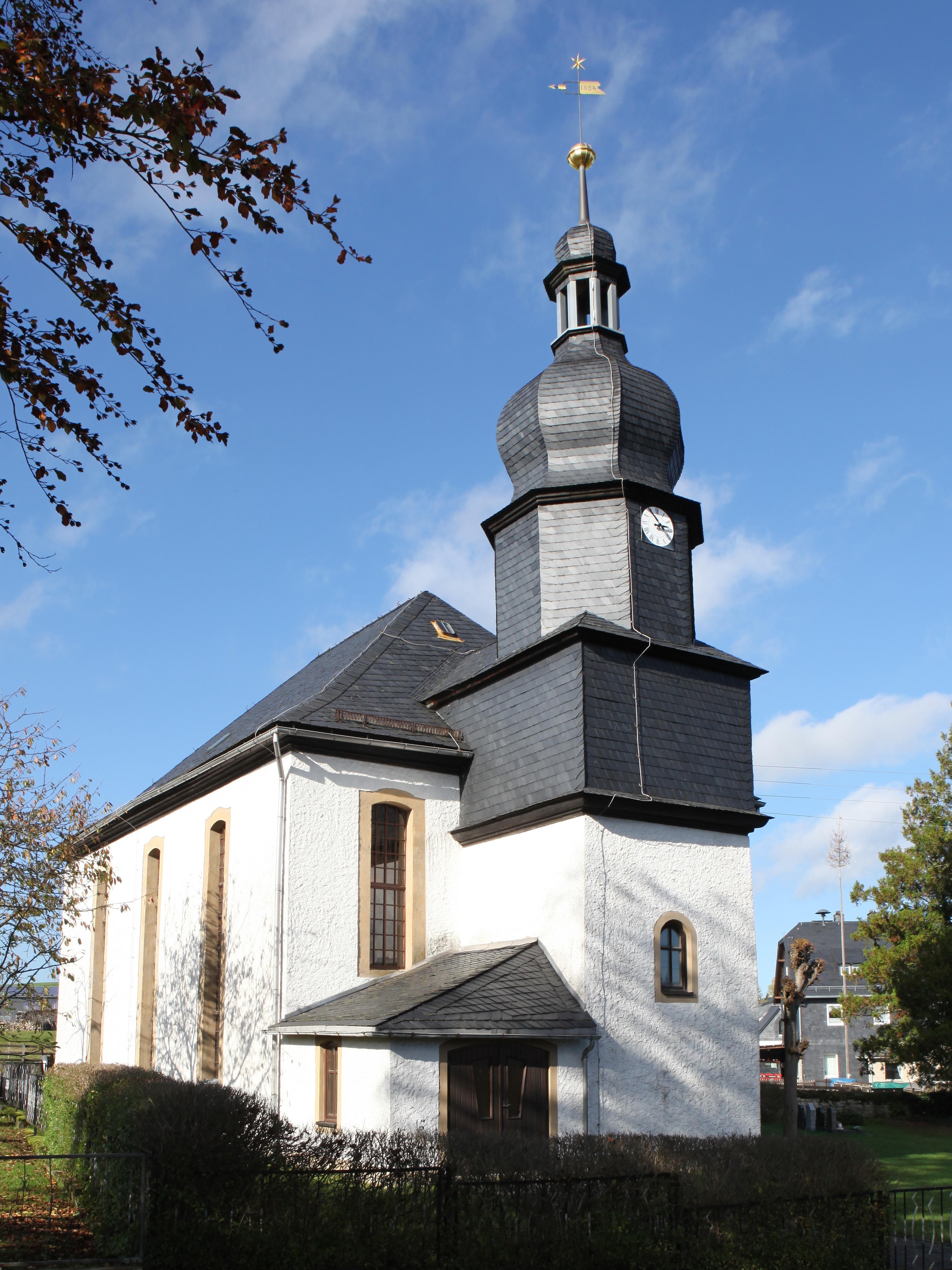
Dreifaltigkeitskirche

## Geschichte
Die Ersterwähnung von Titschendorf war 1616. Die Vorfahren der heutigen Bewohner siedelten um 1610 vom zum Hochstift Bamberg gehörenden Nordhalben aus Glaubensgründen  auf den Titschenberg. Sie bauten Hütten und eine Kapelle, 1650 eine Schule und 1661 hatten sie bereits 36 Wohnungen. Die jetzige Kirche wurde 1778 gebaut. Der Ort gehörte zur reußischen Herrschaft Ebersdorf, die zeitweise der Linien Reuß-Lobenstein und Reuß-Ebersdorf. 1806 überquerte dort Napoleon das Gebirge und übernachtete wohl in der Umgegend.
1848 kam der Ort zum Fürstentum Reuß jüngerer Linie, ab 1852 zum Landratsamt Schleiz und 1919 zum Volksstaat Reuß. Seit 1920 gehört der Ort zu Thüringen. Nach dem Zweiten Weltkrieg wurde er durch die nahe Innerdeutsche Grenze geprägt.
Auf einem ehemaligen LPG-Gelände nahe der bayerisch-thüringischen Grenze gibt es seit 1998 das Segelfluggelände Titschendorf des Luftsportclubs Nordhalben.
Die urkundliche Ersterwähnung der in der Gemeinde Titschendorf liegenden Ansiedlungen Heinrichshöhe und Rodacherbrunn war 1801 bzw. am 30. April 1570.
2017 wurde am Tiegelsbach ein Gedenkstein für das Opfer der DDR-Diktatur Manfred Smolka errichtet.

## Söhne und Töchter des Ortes
- Friedrich Fraaß (1809–1885), deutscher Pfarrer und Politiker
- Harald Bär (1927–1999), deutscher Berufsoffizier der Nationalen Volksarmee der DDR